# Tôn Khoa
Tôn Khoa (孫科, pinyin: Sūn Kē; sinh 21 tháng 10 năm 1891 – mất 13 tháng 9 năm 1973), tự Triết Sinh (哲生), là một trong những chính khách cao cấp của Trung Hoa Dân Quốc. Ông là con của "Quốc Phụ Trung Hoa" Tôn Trung Sơn với người vợ đầu Lư Mộ Trinh. 